# البركة الميتة (فلم)
البركة الميتة هو فيلم من أفلام الممثل الكبير والشهير والأسطورة كلنت ايستود. وكان بطلها بشخصية من أحد أشهر الشخصيات السينمائية «هاري القذر» وكان هذا سادس أفلام هذه الشخصية، في سنة 1988.

## وصلات خارجية
- البركة الميتة على موقع IMDb (الإنجليزية)
- البركة الميتة على موقع ميتاكريتيك (الإنجليزية)
- البركة الميتة على موقع روتن توميتوز (الإنجليزية)
- البركة الميتة على موقع نتفليكس (الإنجليزية)
- البركة الميتة على موقع قاعدة بيانات الأفلام العربية
- البركة الميتة على موقع ألو سيني (الفرنسية)
- البركة الميتة على موقع Turner Classic Movies (الإنجليزية)
- البركة الميتة على موقع أول موفي (الإنجليزية)
- البركة الميتة على موقع بوكس أوفيس موجو (الإنجليزية)
- البركة الميتة على موقع فيلمافينيتي (الإسبانية)

1. 1 2  وصلة مرجع: http://www.imdb.com/title/tt0094963/. الوصول: 16 أبريل 2016.
2. ↑  وصلة مرجع: https://www.filmaffinity.com/en/film411509.html. الوصول: 16 أبريل 2016.
3. ↑  مذكور في: قاعدة بيانات الأفلام السويدية. معرف قاعدة بيانات الأفلام السويدية: 18049. الناشر: المعهد السويدي للسينما. لغة العمل أو لغة الاسم: السويدية.
4. ↑  "بوكس أوفيس موجو" (بالإنجليزية). Retrieved 2024-09-22.